# Anastyloza

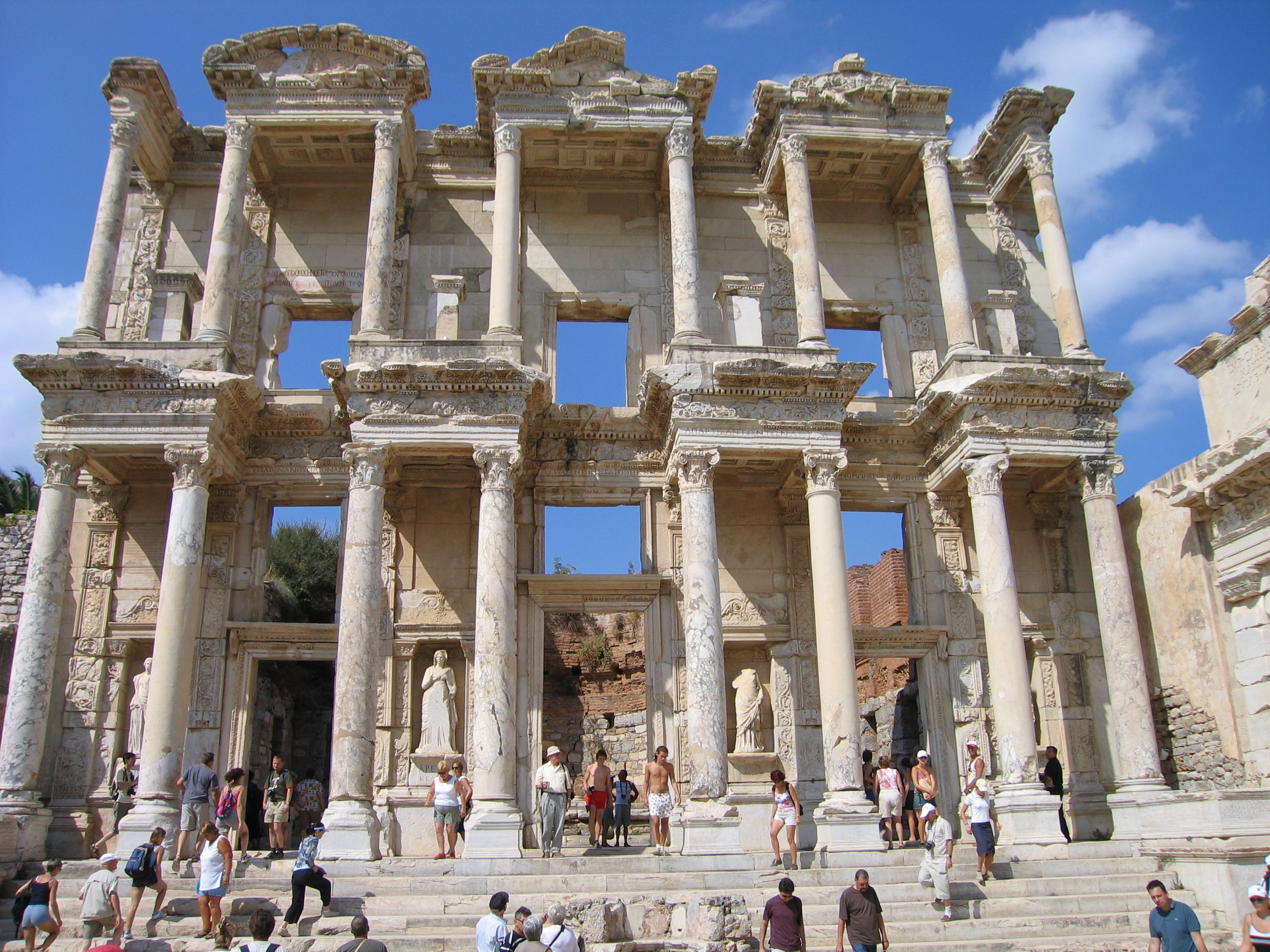
Zrekonstruowana Biblioteka Celsusa

Anastyloza – metoda rekonstrukcji obiektów budowlanych w naturze, ponowne zmontowanie zrujnowanej budowli lub odbudowa jej części przy użyciu zachowanych oryginalnych fragmentów. W obrębie Akropolu ateńskiego po raz pierwszy operację taką przeprowadził Nicolas Balanos przy rekonstrukcji Partenonu. Następnie przy restauracji Erechteionu, Propylejów i świątyni Nike Apteros. Anastyloza jako metoda renowacji zabytków dopuszcza także stosowanie nowego materiału budowlanego pod warunkiem, że jest on identyczny jak oryginał czyli, że jest to na przykład nowy biały marmur pentelicki z tego samego kamieniołomu co w starożytności do budowy świątyń Akropolu.